# Coursegoules
Coursegoules je naselje in občina v jugovzhodnem francoskem departmaju Alpes-Maritimes regije Provansa-Alpe-Azurna obala. Leta 2006 je naselje imelo 425 prebivalcev.

## Geografija
Kraj leži v pokrajini Provansi 37 km severozahodno od Nice.

## Administracija
Coursegoules je sedež istoimenskega kantona, v katerega so poleg njegove vključene še občine Bézaudun-les-Alpes, Bouyon, Cipières, Conségudes, Les Ferres, Gréolières in Roquestéron-Grasse s 1.728 prebivalci.
Kanton je sestavni del okrožja Grasse.